# Stęszew (gmina)
Stęszew – gmina miejsko-wiejska w województwie wielkopolskim, w powiecie poznańskim. W latach 1975–1998 gmina położona była w województwie poznańskim. 
Gmina położona jest w odległości 25 km na południowy zachód od Poznania.
Przez gminę przebiega droga krajowa nr 5 łącząca Poznań z Wrocławiem oraz droga na Zieloną Górę. Gmina jest złożona z miasta Stęszew (prawa miejskie od 1370 r.) mającego ponad 5 tysięcy mieszkańców oraz 19 sołectw obejmujących 23 wsie zamieszkanych przez ponad 8 tysięcy osób.
Największą miejscowością, będącą zarazem siedzibą organów gminy (burmistrza i rady gminy), jest miasto Stęszew. Największą wsią w gminie jest Strykowo (ponad 1000 mieszkańców). Miejscowością, która niegdyś posiadała prawa miejskie jest wieś Modrze. Po wybudowaniu linii kolejowej z Poznania do Grodziska Wielkopolskiego w 1905 r. Modrze utraciło znaczenie na rzecz Strykowa.
Herbem Gminy Stęszew jest herb miasta Stęszewa. Herb został ukształtowany historycznie i jest złożony z herbów rodów, które były właścicielami miasta.
Pomimo tego, że większą część powierzchni gminy stanowią grunty rolne, to pod względem zatrudnienia mieszkańców gmina ma charakter przemysłowo-rolniczy. Północno-wschodnia część gminy znajduje się w Wielkopolskim Parku Narodowym i w jego otulinie. Znaczna część mieszkańców Stęszewa zawodowo związana jest z Poznaniem.
Według danych z 31 grudnia 2019 roku gminę zamieszkiwało 15 126 osób.

## Struktura powierzchni
Według danych z roku 2002 gmina Stęszew ma obszar 175,22 km², w tym:
- użytki rolne: 71%
- użytki leśne: 17%

Gmina stanowi 9,22% powierzchni powiatu.

## Demografia

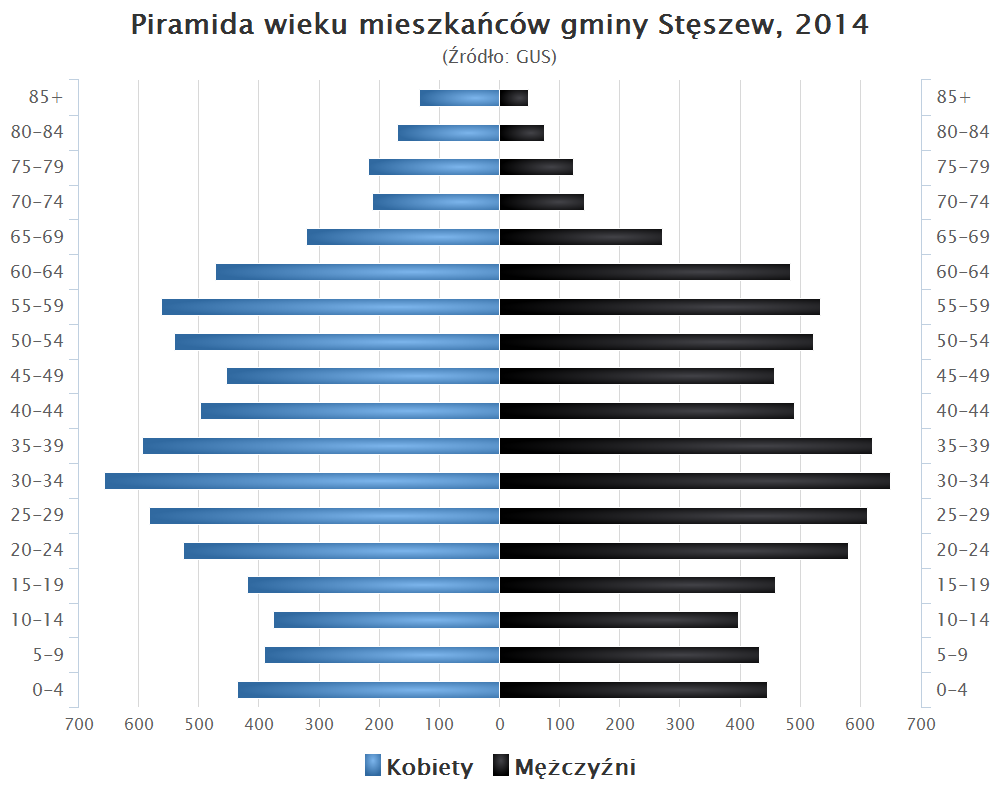
Piramida wieku mieszkańców gminy Stęszew w 2014 roku

Dane z 31 grudnia 2017 roku:
| Opis                              | Ogółem | Ogółem | Kobiety | Kobiety | Mężczyźni | Mężczyźni |
| --------------------------------- | ------ | ------ | ------- | ------- | --------- | --------- |
| jednostka                         | osób   | %      | osób    | %       | osób      | %         |
| populacja                         | 15 013 | 100    | 7 621   | 50,8    | 7 392     | 49,2      |
| gęstość zaludnienia (mieszk./km²) | 86     | 86     | 44      | 44      | 42        | 42        |

## Sąsiednie gminy
Buk, Czempiń, Dopiewo, Granowo, Kamieniec, Komorniki, Kościan, Mosina